# Johannes Baumann (Musiker)
Johannes Baumann (* 3. März 1925 in Riga, Lettland; † 19. November 2019 in Hildesheim) war ein deutscher Kirchenmusikdirektor an St. Michael (Hildesheim).

## Leben und Wirken
Johannes Baumann wurde als Sohn des lettischen Klimatologen Georg Baumann und seiner deutschen Frau Erna Baumann, geb. Reinfelde in Riga geboren. Dort wurde er am 9. April 1925 in der Taufkapelle der St.-Gertrud-Kirche (Riga) getauft, wo auch seine Mutter Organistin war. Er besuchte die deutsche Volksschule, bevor er auf das lettische Gymnasium in Āgenskalns wechselte, wo er auch Lettisch erlernte. 1939 musste er seine baltische Heimat verlassen und wurde mit der Familie nach Posen im besetzten Polen umgesiedelt, wo er sein Abitur absolvierte. Nach einer Prüfung zum „nebenberuflichen Kirchenmusiker“ vertrat er örtliche Organisten. Im Alter von 18 Jahren wurde er in den Zweiten Weltkrieg eingezogen und kam zu einer Kompanie auf der eroberten Kanalinsel Guernsey. Nach Kriegsende kam er als Kriegsgefangener ins englische Yorkshire, wo er in Skipton in der Landwirtschaft arbeitete. Hier war ihm erlaubt, die Kirchenorgel der Stadtkirche zu spielen sowie mit Kriegsgefangenen einen Chor zu gründen.
Nachdem Baumann im Juli 1948 nach Deutschland gekommen war, begann er ein Studium an der Kirchenmusikschule Hannover. Seine erste Stelle als Kantor trat er in der Evangelisch-lutherischen Landeskirche Hannovers in Schwarmstedt und wechselte 1954 nach Soltau, wo er seine Frau, die Diakonin Maria Schmidt, kennenlernte, und ein Jahr später heiratete. Mit ihr hatte er vier Töchter und einen Sohn. 1957 nahm er eine neue Stelle als hauptberuflicher Kreiskirchenkantor in Hannover-Linden an, sowie einen Lehrauftrag an der Kirchenmusikschule. Von 1964 bis zu seinem Ruhestand 1990? war er zuletzt Kirchenmusikdirektor an der St.-Michaelis-Kirche in Hildesheim. In dieser Zeit rief er die Konzertreihe „Sommerliche Kirchenmusik“ ins Leben und spielte etliche Orgelstücke für das Radioprogramm „Morgenandacht“ für den NDR ein. Es war für ihn eine große Ehre, dass er bei den Einführungen der drei lettischen Erzbischöfen Eriks Nesters, Karlis Gailitis und Jānis Vanags Orgel spielen konnte.
Im Ruhestand zog Baumann mit seiner Familie 1988 nach Osterholz-Scharmbeck, wo er gelegentlich Organisten vor Ort vertrat. Nun konnte er sich intensiv seiner lettischen Heimat widmen und reiste regelmäßig nach Riga, wo er Kontakte zu evangelischen Kirchengemeinden und Kirchenmusikern pflegte. Er sprach über sieben Jahre lang in einer sonntags ausgestrahlten Sendereihe in Latvijas Radio über die Kantaten Johann Sebastian Bachs und auch der erste Lehrer, der in den Partnergemeinden in Deutschland mit Lettischkursen begonnen hatte. Ab 1989 war er Übersetzer der lettischen Kirchenzeitung Svētdienas Rīts für die Evangelische Kirche in Deutschland und dem Missionszentrum Hamburg und trug damit zur Verständigung zwischen beiden Staaten bei. Der lettische Staatspräsident Guntis Ulmanis verlieh ihm 1996 den „Triju-Zvaigžņu-Orden“ (Drei-Sterne-Orden) und die Lettische Evangelisch-Lutherische Kirche in Riga ehrte ihn 2012 mit der Auszeichnung „Schild des Vertrauens“, überreicht in der St.-Gertrud-Kirche durch Erzbischof Vanags.

## Auszeichnungen
- 1996: Verleihung des Drei-Sterne-Ordens, verliehen durch den lettischen Staatspräsidenten
- 1998: Verdienstmedaille des Verdienstordens der Bundesrepublik Deutschland
- 2012: Auszeichnung „Schild des Vertrauens“ der Lettischen Evangelisch-Lutherischen Kirche, überreicht durch Erzbischof Vanags

## Veröffentlichungen
- Aufbau der Kirchenmusik in Lettland im Rahmen der Lettlandhilfe. In: Peter Maser, Dietrich Meyer und Roderich Schmidt: Beiträge zur ostdeutschen Kirchengeschichte (Folge 3), Verein für ostdeutsche Kirchengeschichte, Düsseldorf 1999, S. 85–89, ISBN 3-930250-36-5 (online).